# Saera leuce
Saera leuce är en stekelart som beskrevs av John S. Noyes och Woolley 1994. Saera leuce ingår i släktet Saera och familjen sköldlussteklar. Inga underarter finns listade i Catalogue of Life.